# Beit Dagan
Beit Dagan (in ebraico בֵּית דָּגָן‎?, letteralmente "casa del grano") è una città israeliana con lo status di consiglio locale, vicino a Rishon LeZion. La città aveva una popolazione di 7 644 abitanti nel 2021.

## Geografia fisica

### Clima
Il Servizio meteorologico israeliano ha una sua base a Beit Dagan.
Biet Dagan è caratterizzata da un clima mediterraneo con estati calde e con pochissime piogge ed inverni rigidi e piovosi. Primavera ed autunno passano da freschi a caldi. L'umidità è alta durante l'inverno e bassa durante l'estate, il che rende le estati senza pioggia e calde, con una temperatura media massima di 30,8°C ed una minima media di 20,4°C. Gli inverni invece sono piovosi e miti, con massime medie di 18,5°C e minime medie di 7,6°C. Beit Dagan riceve 550,5 mm di precipitazioni all'anno e ci sono solo 7 mesi di forti piogge.
| Stazione meteorologica di Beit Dagan (2010) | Mesi  | Mesi | Mesi | Mesi | Mesi | Mesi | Mesi | Mesi | Mesi | Mesi | Mesi | Mesi  | Stagioni | Stagioni | Stagioni | Stagioni | Anno  |
| Stazione meteorologica di Beit Dagan (2010) | Gen   | Feb  | Mar  | Apr  | Mag  | Giu  | Lug  | Ago  | Set  | Ott  | Nov  | Dic   | Inv      | Pri      | Est      | Aut      | Anno  |
| ------------------------------------------- | ----- | ---- | ---- | ---- | ---- | ---- | ---- | ---- | ---- | ---- | ---- | ----- | -------- | -------- | -------- | -------- | ----- |
| T. max. media (°C)                          | 17,8  | 18,1 | 20,1 | 24,5 | 27,0 | 29,2 | 30,8 | 31,2 | 30,4 | 28,3 | 24,1 | 19,7  | 18,5     | 23,9     | 30,4     | 27,6     | 25,1  |
| T. min. media (°C)                          | 7,2   | 7,1  | 8,8  | 11,5 | 14,6 | 17,9 | 20,6 | 21,2 | 19,4 | 16,0 | 11,8 | 8,6   | 7,6      | 11,6     | 19,9     | 15,7     | 13,7  |
| Precipitazioni (mm)                         | 140,5 | 96,9 | 66,1 | 17,5 | 2,2  | 0,0  | 0,0  | 0,0  | 0,4  | 20,4 | 76,2 | 130,3 | 367,7    | 85,8     | 0,0      | 97,0     | 550,5 |

## Storia

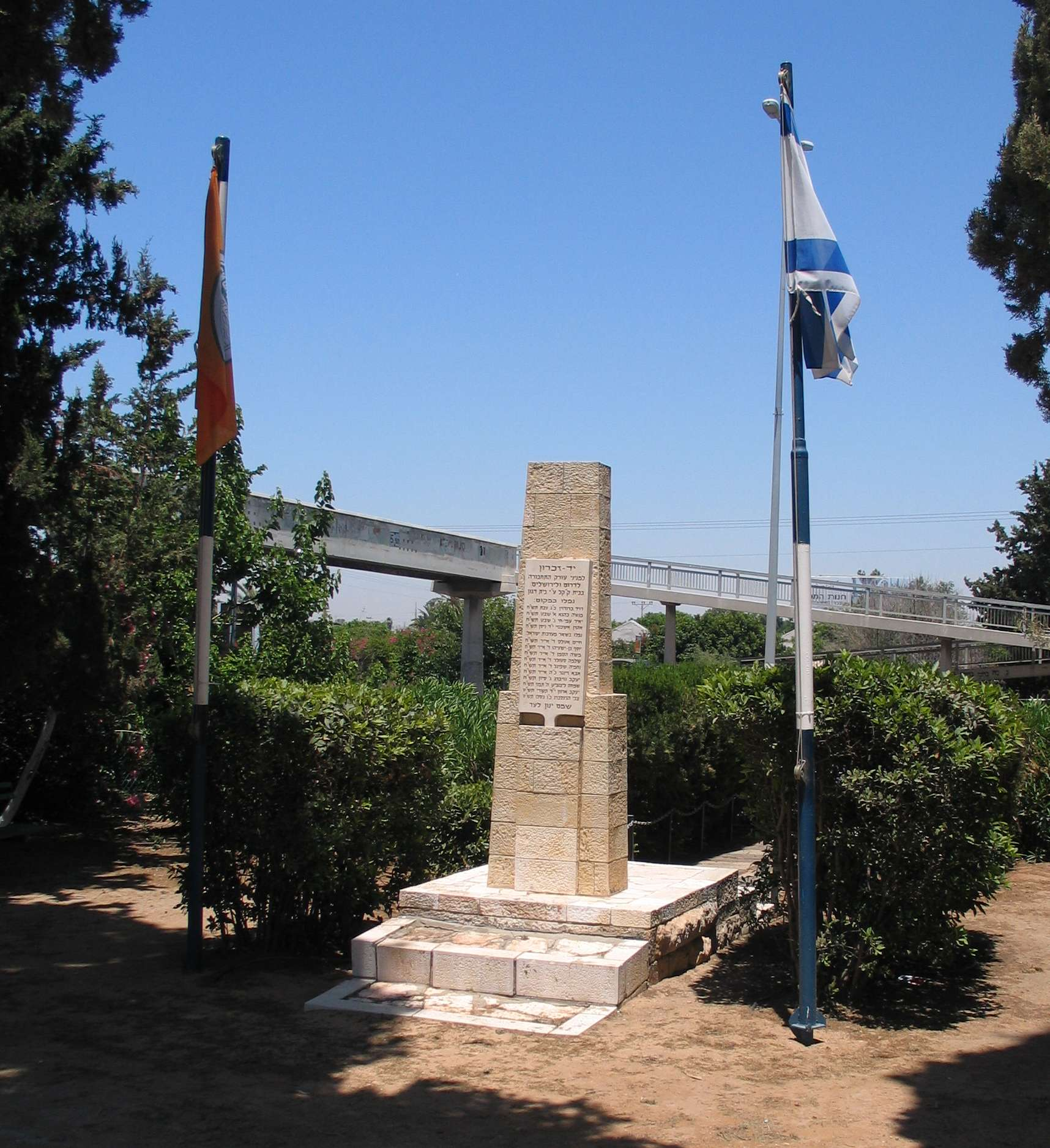
Monumento ai caduti vicino a Beit Dagan

Durante il periodo ottomano, l'area di Beit Dagan era parte del sottodistretto di Lod, il quale comprendeva l'area che va dall'attuale cittadina di Modi'in-Maccabim-Re'ut a sud fino alla città di El'ad a nord, dalle colline ad est, passando per tutta la valle di Lod fino ad arrivare ai sobborghi di Jaffa ad ovest. Tutta quest'area ospitava migliaia di abitanti suddivisi in 20 villaggi, i quali avevano a disposizione decine di migliaia di ettari di terreni agricoli di prima scelta.
Beit Dagan fu fondata nel 1948 sul sito del villaggio palestinese di Bayt Dajan da ebrei mizrahì che provenivano dallo Yemen e dal Nordafrica. La città probabilmente è sorta nell'area della città biblica di Beit Dagon, un villaggio della tribù di Giuda. Dagan o Dagon era anche il nome di una delle prime divinità semitiche, la quale era invocata per garantire abbondanti raccolti di grano.
Beit Dagan ottenne lo status di consiglio locale nel 1958.